# Espectròmetre de masses triple quadrupol
Un espectròmetre de masses triple quadrupol (TQMS), és un espectròmetre de masses en tàndem que consisteix en dos analitzadors de massa quadripolars en sèrie, amb un quadrupol de radiofreqüència entre ells que actua com a cel·la de fragmentació mitjançant la dissociació induïda per col·lisió. Aquesta configuració sovint s'abreuja com QqQ o Q1q2Q3.

## Història
La disposició de tres quadrupols va ser desenvolupada per primera vegada per J. D. Morrison de la Universitat LaTrobe a Austràlia amb el propòsit d'estudiar la fotodisociació de ions en fase gasosa. Després d'entrar en contacte amb el Prof. G. Christie Enke i el seu estudiant Richard Yost, la disposició lineal de tres quadrupols de Morrison va constituir la base per a la construcció del primer espectròmetre de masses triple quadrupol. En els anys següents, el primer espectròmetre de masses triple quadrupol comercial va ser desenvolupat a la Universitat Estatal de Michigan per Enke i Yost a finals de 1970. Més tard es va descobrir que l'espectròmetre de masses quadrupol podria utilitzar per estudiar ions i molècules orgàniques, ampliant així les seves capacitats com a espectròmetre de masses en tàndem.

## Principi d'operació

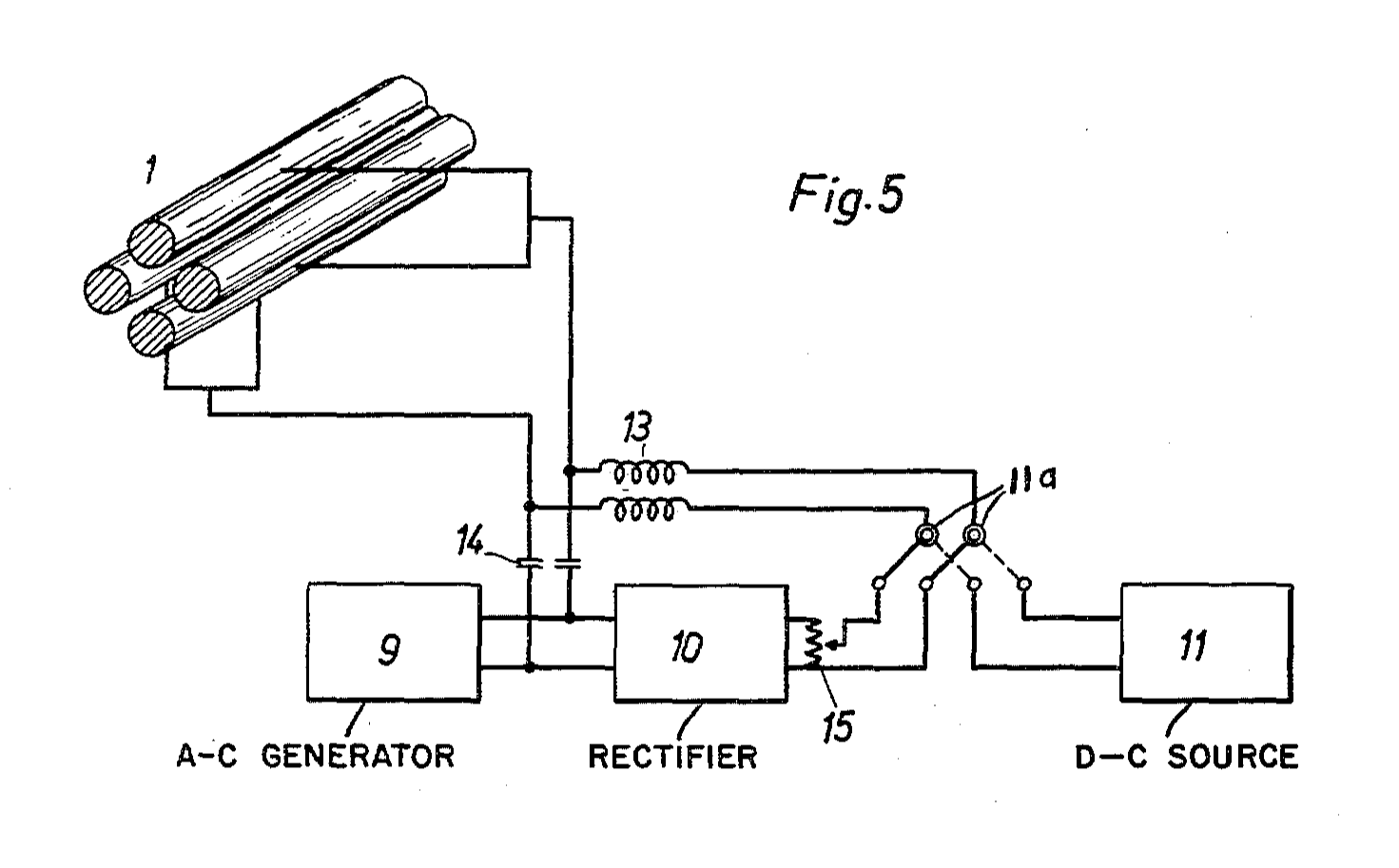
Paul Patent 2939952 Figa5

### Modes d'anàlisi
L'arranjament de l'espectròmetre de masses triple quadrupol permet quatre modes d'anàlisis diferents: escàner d'ió del producte, escàner d'ió del precursor, escàner de pèrdua neutra, i mètode de supervisió de fragments.

#### Mètode d'exploració de ions producte
En el mètode d'exploració de ions producte (en anglès Product scan), el primer quadrupol Q1 està configurat per a seleccionar un ió d'una massa coneguda, que es fragmenta en q2. El tercer quadrupol o Q3 s'ajusta llavors per escanejar tota la gamma de relacions massa-càrrega, donant informació sobre les mides dels fragments derivats per fragmentació del ió precursor. L'estructura del ió precursor pot deduir-se de la informació de la fragmentació d'ions. Aquest mètode s'utilitza habitualment per identificar compostos mitjançant espectrometria de masses en tàndem.

#### Mètode d'exploració de ions precursors
Quan s'utilitza el mètode d'exploració de ions precursors (en anglès Precursor scan), se selecciona un determinat ió producte en Q3, i les masses precursores s'escanegen en Q1. Aquest mètode és selectiu per a ions que tenen un grup funcional particular (per exemple, un grup fenil) que s'allibera per la fragmentació en q2.

#### Mètode d'exploració de pèrdues neutres
En el mètode d'exploració de pèrdues neutres (en anglès Neutral loss scan) tant Q1 i Q3 són escanejats simultànement, però amb una diferència de massa constant entre ells que correspon a la pèrdua d'un fragment neutral com per exemple H2O o NH3. Això permet el reconeixement selectiu de tots aquells ions que per fragmentació en q2 donen lloc a la pèrdua d'un fragment neutral. Similar al mètode d'exploració de ions precursors, aquest mètode és útil en la identificació selectiva de compostos estretament relacionats en una mescla complexa.

#### Mètode de supervisió de fragments
Quan emprant el mètode de supervisió de fragments (en anglès Selected reaction monitoring o SRM), ambdós quadrupols Q1 i Q3 es fixen en una massa específica, de manera que només es permet el pas de un fragment concret derivat d'un ió precursor determinat. Aquest mètode resulta en una major sensibilitat.